# Siemków (województwo dolnośląskie)
Siemków (niem. Wiesenhäuser) – osada wsi Wojbórz, w Polsce, położona w województwie dolnośląskim, w powiecie kłodzkim, w gminie Kłodzko.

## Położenie
Siemków to mała osada leżąca w Obniżeniu Łącznej, na wschód od Garbu Golińca, na wysokości około 410–430 m n.p.m.

## Podział administracyjny
W latach 1975–1998 miejscowość administracyjnie należała do województwa wałbrzyskiego.

## Historia
Siemków powstał najprawdopodobniej w pierwszej połowie XVIII wieku jako kolonia Wojborza, w 1782 roku mieszkali tu wyłącznie zagrodnicy. W roku 1840 było tu tylko 5 zagród, stan taki utrzymywał się przez cały czas istnienia osady. W roku 1993 były tu zaledwie cztery gospodarstwa rolne.